# Villazopeque
Villazopeque est une commune d'Espagne dans la communauté autonome de Castille-et-León, province de Burgos. Elle s'étend sur 11,735 km2 et comptait environ 63 habitants en 2011.